# Szederkényi Anna
Szederkényi Anna, Párniczky Edéné, született: Klein Karolina (Mezőnyárád, 1882. november 26. – Budapest, 1948. december 21.) magyar író, hírlapíró, lapszerkesztő, drámaíró. Első férje Haraszthy Lajos (1881–1959) költő volt.

## Életpályája
Klein Márton és Fridländer Rozália leánya. 1885–1894 között Sályon töltötte gyermekéveit, ahol apja tanító volt. Miskolcon járt általános iskolába. A nagyváradi tanítóképző elvégzése után rövid ideig vidéken tanítóként dolgozott. Kaposváron kezdte újságírói pályáját, majd Budapestre került. 1910-ben a Független Magyarország munkatársa lett. 
1912 és 1915 között elvált első férjétől, Haraszthy Lajostól, akivel még a tanítóképzőben ismerkedett meg, majd 1913. október 21-én Budapesten férjhez ment Párniczky Ede Mária Gergely József (1887–1947) pénzügyminisztériumi osztálytanácsoshoz. Sokat tevékenykedett különféle nőszervezetekben. Részt vett a Nyomorék Gyermekek Otthona, a Stefánia Anya- és Csecsemőotthon és a Szülők Iskolája felállításában, később pedig a Magyar Anyák Szent István-napi Bizottságának alapításában.
1926-ban felelős szerkesztője lett a Kis Újságnak. Nem teljesen bizonyított, hogy első női tagja lett volna a Budapesti Újságírók Egyesületének, de valóban az első nő volt, aki felelős szerkesztőként egy országos napilapot irányított. A második világháborút követően teljesen eltűnt; írásait betiltották.
Főként regényeket, novellákat írt, az ún. középosztály igényei szerint. Műveinek középpontjában többnyire a nő áll, a dolgozó nő és a családanya szerep közötti konfliktus érdekli. Regényeiben "a modern nők lelkivilága gondosan kidolgozott helyzetképek kíséretében elevenedik meg… Szederkényi Anna realista megfigyelő, ismeri az életet, hajlamos az elmélkedésre. A romantikus szerelemből való kiábrándulást, a dolgozó asszony csalódásait, a családi élet szétomlását megelevenítő erővel festi."
Számos sírós-érzelgős Courths-Mahler-regény fordítójaként is hírnevet szerzett.

## Emlékezete
Szülőfaluja, Mezőnyárád általános iskolája sokáig az írónő nevét viselte, tanulói kitüntetésére 1991-ben Szederkényi Anna-díjat is alapított. Az iskola 2016. szeptember 1-től már nem az írónő nevén, hanem Boldog Sándor István Katolikus Általános Iskola néven működik tovább.

## Művei
- Hárman (társszerző; Göndör Ferenc, Haraszthy Lajos, 1906)
- A jövő felé (regény, 1906)
- Visszatér a múlt (elbeszélések, 1910)
- A kőfalon túl. Kép az életből (színdarab, 1910)
- Van ilyen asszony is. Történet a régi időkből (elbeszélések, 1912)
- A csodálatos sziget (novella, 1913)
- A nagy nő (regény, 1914)
- Amíg egy asszony eljut odáig (regény, 1915)
- A Mária Annunziáta-villában (regény, 1916)
- Laterna magica. Két fantasztikus jelenet (1917)
- Hill Mártha (regény, 1917)
- Lángok, tüzek (regény, 1917)
- Sorsok ha találkoznak (regény, 1918)
- A tengernek egy csöppje (regény, 1918)
- A végzet egy rongybaba (regény, 1920)
- Patyolat (regény, 1920)
- A padlás meg a halál (novella, 1921)
- A Jóska meg a Mariska (elbeszélések, 1922)
- Lázadó szív (regény, 1924)
- Márika. Regény fiatal leányok számára (regény, 1925)
- Amiért egy asszony visszafordul (regény, 1925)
- Az ismeretlen fiatalember (regény, 1926)
- Döcög a szekér (regény, 1926)
- A legtisztább víz (dráma, 1927)
- Az asszony meg a fészek (1928)
- Felszabadultak (regény, 1932)
- A vöröshajú (regény, 1935)
- A halott bekopogtat (regény, 1937)
- Krasznahorka titka (regény, 1938)
- Hol a boldogság? (regény, 1940)
- Egy darab kenyér (regény, 1947)
- Kaleb